# Pinus sylvestris
Pinus sylvestris hay còn gọi là thông Scots (UK), thông Scotch (US) hay thông Baltic là một loài thực vật hạt trần trong họ Thông. Loài này được Carl von Linné miêu tả khoa học đầu tiên năm 1753.

## Các thứ
Hơn 100 thứ (variety) dưới loài Pinus sylvestris đã được mô tả trong các tài liệu về thực vật học, nhưng hiện chỉ có ba hoặc bốn thứ được chấp nhận. Chúng chỉ khác nhau rất ít về hình thái, nhưng với sự khác biệt rõ rệt hơn về phân tích gen và thành phần nhựa. Các quần thể ở cực tây Scotland khác biệt về mặt di truyền so với những quần thể ở phần còn lại của Scotland và Bắc Âu, nhưng không đủ để được phân biệt là các thứ thực vật riêng biệt. Những cây ở cực bắc của dãy trước đây đôi khi được coi là thứ lapponica, nhưng sự khác biệt chỉ ở cấp tính trạng mà chưa có khác biệt về mặt di truyền.
| Hình ảnh | Tên khoa học                                     | Mô tả | Phân bố                                                              |
| -------- | ------------------------------------------------ | --- | -------------------------------------------------------------------- |
|          | Pinus sylvestris var. sylvestris L., 1753        | Mô tả phía trên | Phần lớn phạm vi từ Scotland và Tây Ban Nha đến trung tâm Siberia.   |
|          | Pinus sylvestris var. hamata Steven              | Tán lá thường xanh quanh năm, không bị tối màu đi vào mùa đông. Nón thường có dạng chóp bó tháp (nguyên văn pyramidal apophysis)      | Vùng Balkans, bắc Thổ Nhĩ Kỳ, Crimea và Caucasus.                    |
|          | Pinus sylvestris var. mongolica Litv.            | Tán lá xanh thẫm, chồi non xanh xám; lá có khi dài tới 12 cm.                                                                         | Mông Cổ và các phần tiếp giáp của nam Siberia và tây bắc Trung Quốc. |
|          | Pinus sylvestris var. nevadensis D.H.Christ.     | (không được coi là khác biệt với thứ sylvestris bởi tất cả các tác giả). Nón thường có vảy dày và có thể phân biệt được về hình thái. | Sierra Nevada ở miền nam Tây Ban Nha                                 |
|          | Pinus sylvestris var. cretacea Kalenicz. ex Kom. | | Từ các vùng biên giới giữa Nga và Ukraine.                           |

## Làm thực phẩm
Tầng sinh mạch của thông Scots có nhiều carbohydrate, vitamin C và sắt, được người Sami ở bắc Thụy Điển sử dụng như một nguồn lương thực chính dưới nhiều cách chế biến như xay bột (bột này có thể được trộn với sữa, máu tuần lộc, súp thịt hoặc cá), ăn tươi, phơi khô hoặc rang.

## Trong văn hóa
Thông Scots là huy hiệu thực vật của Clan Gregor. Nó cũng là quốc thụ của Scotland.

## Thư viện ảnh

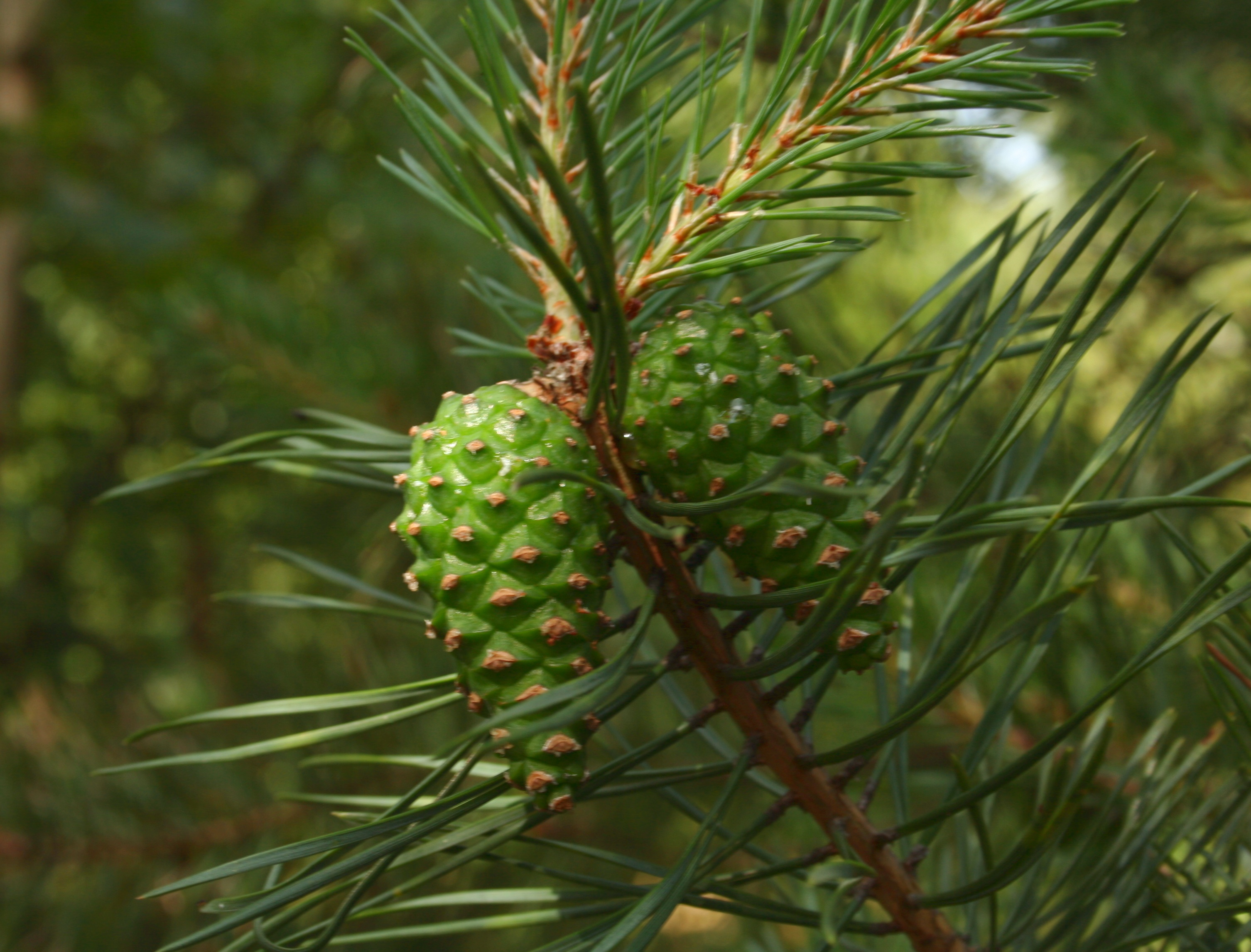
Lá và nón, Ba Lan
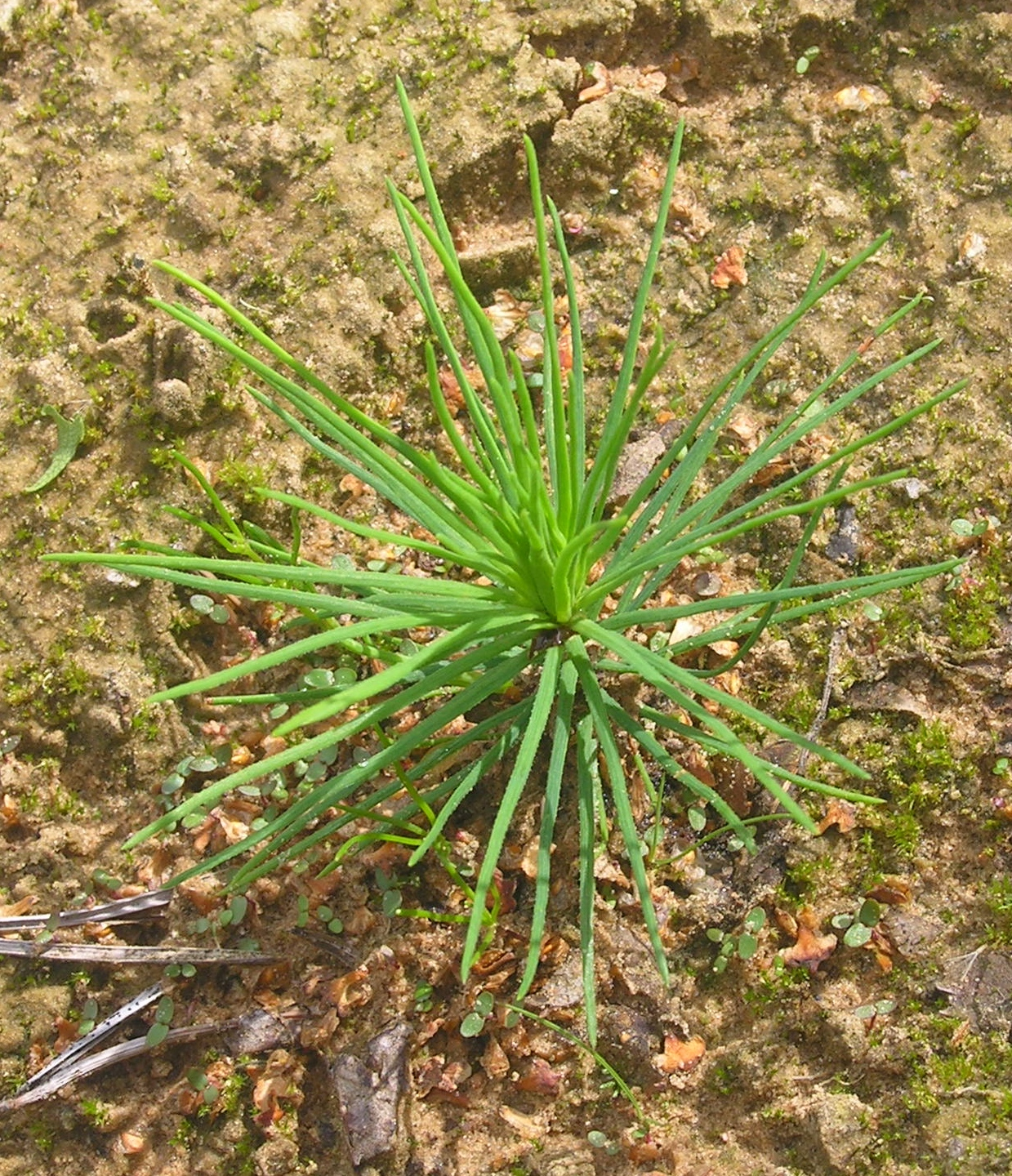
Cây con có lá phẳng, không có rãnh
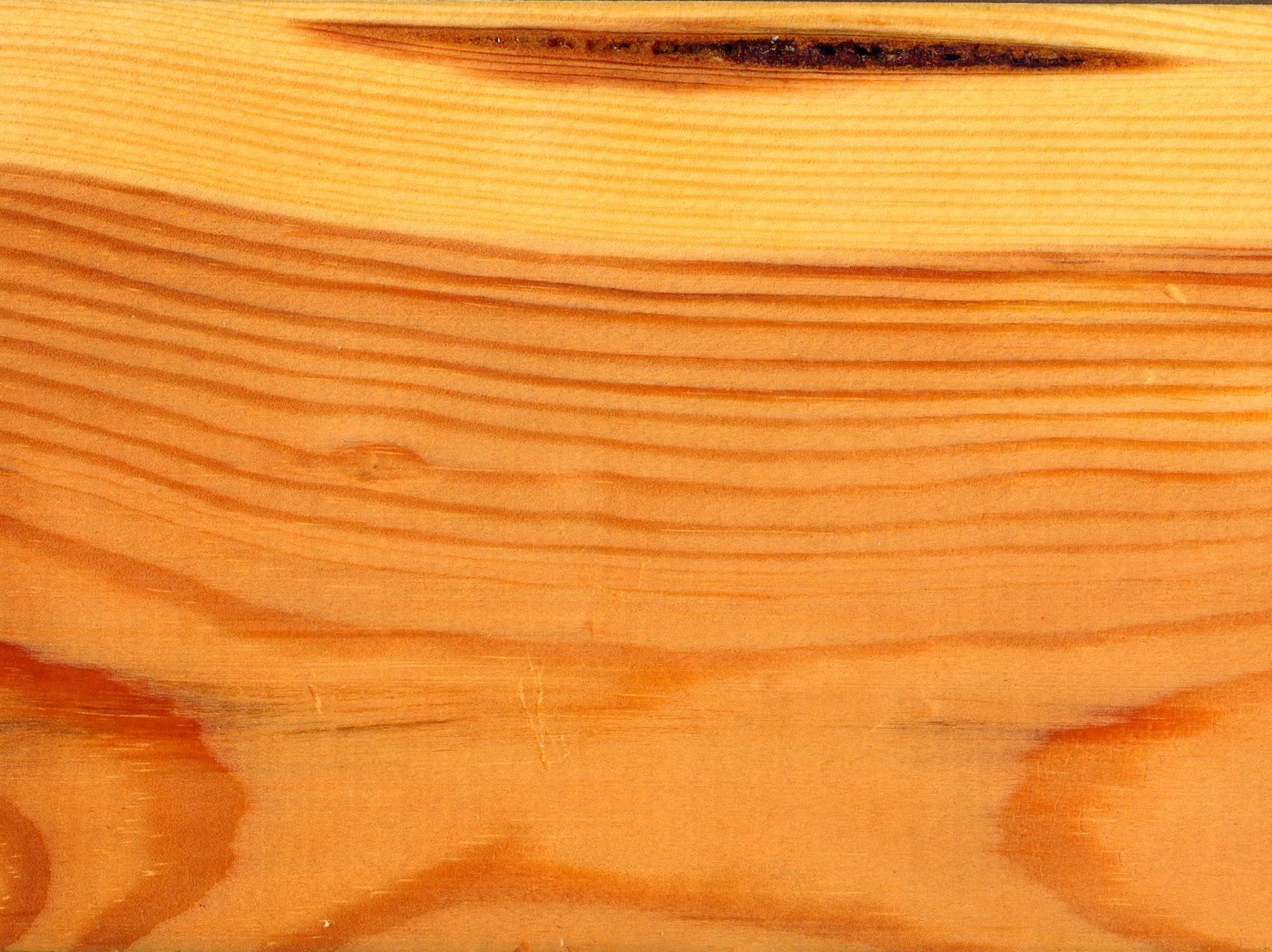
Vân gỗ
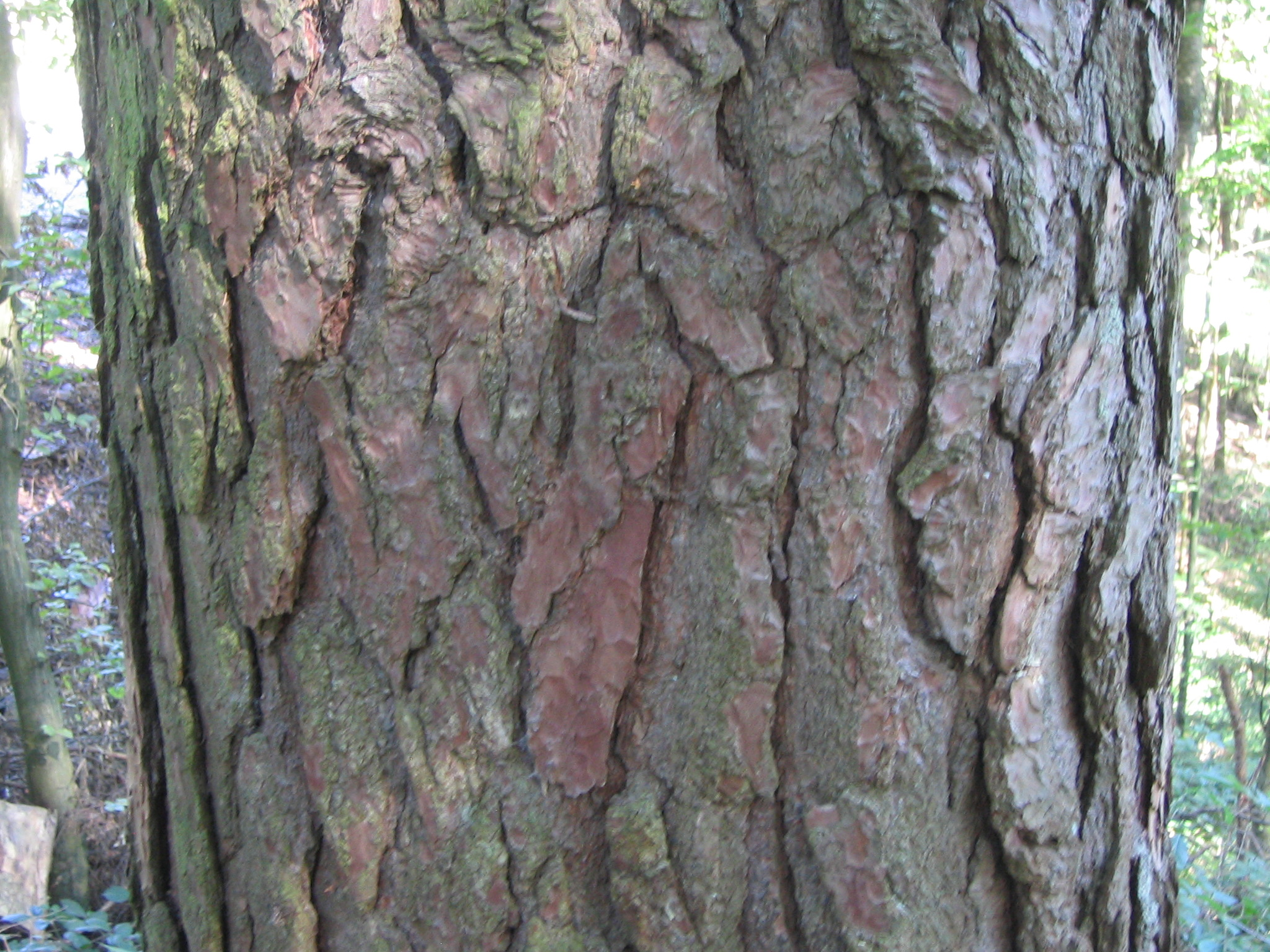
Vỏ cây ở cây trưởng thành
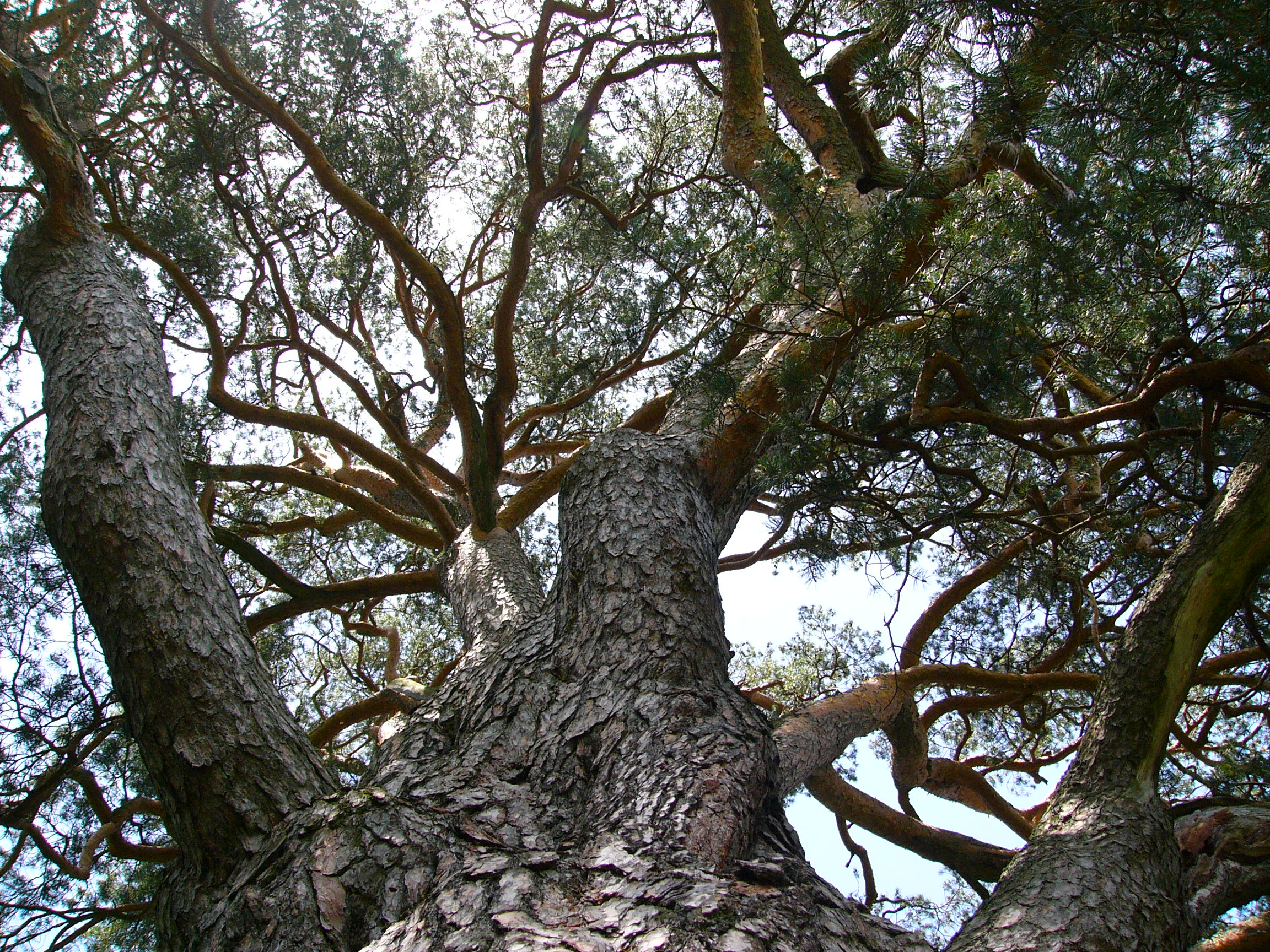
Tán cây và phân nhánh